# Segerparken
Segerparken (armeniska: «Հաղթանակ» զբոսայգի, Haght'anak zbosaygi) är en allmän park i Jerevan i Armenien. Den ligger i distriktet Kanaker-Zeytun och är 33 hektar stor.

## Bildgalleri

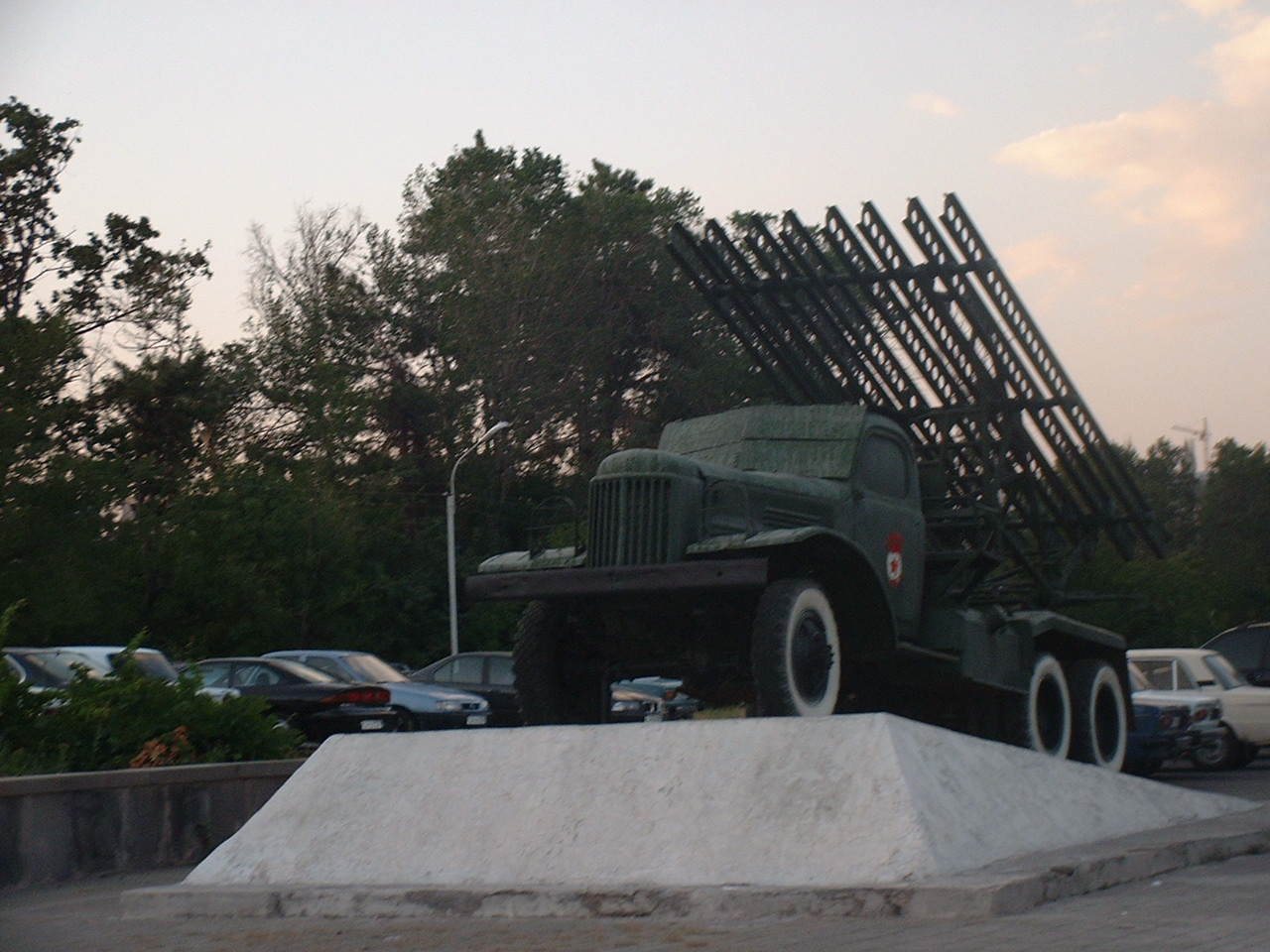
Sovjetisk Katiusja raketartillerifordonslavett
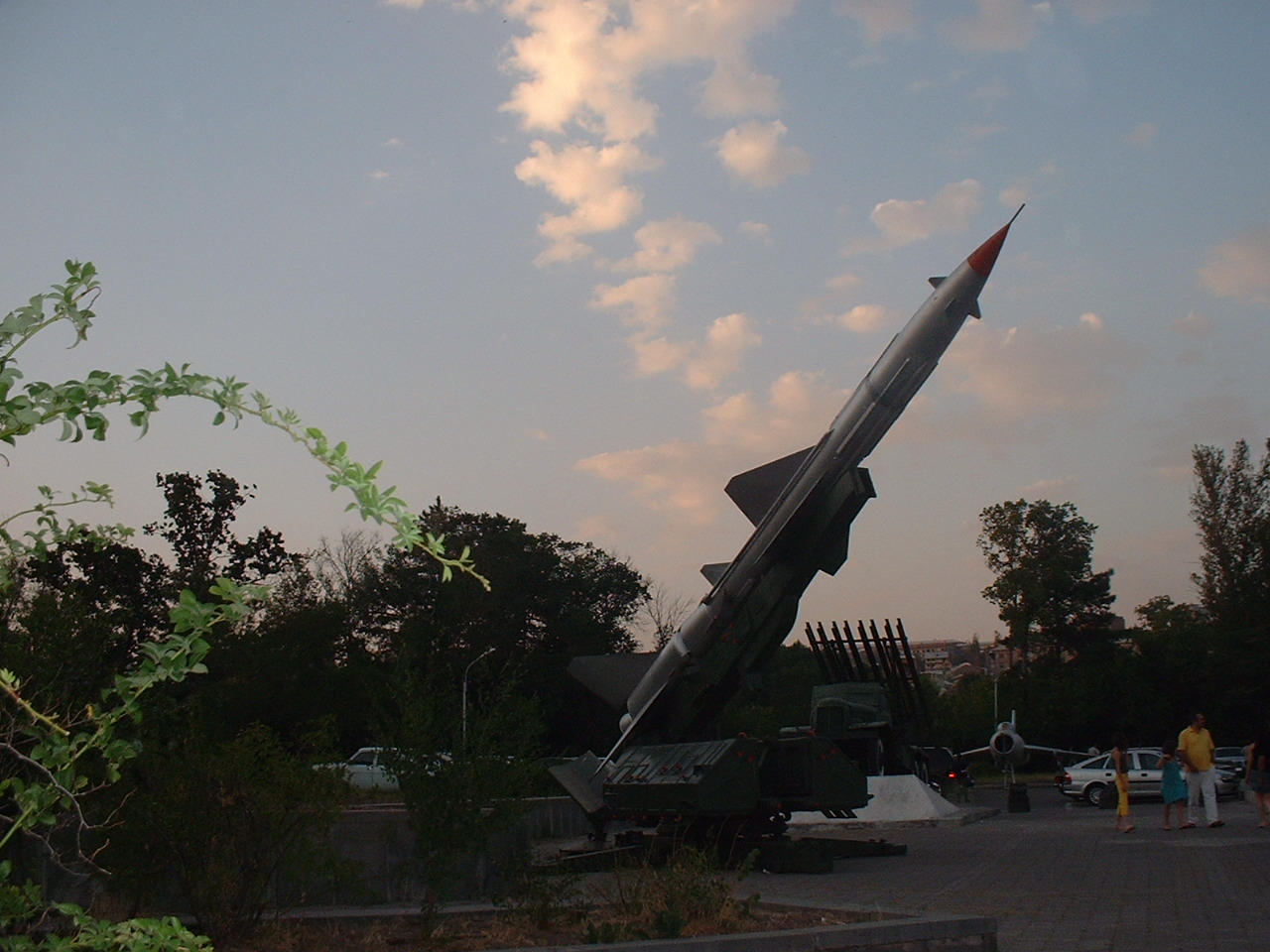
Sovjetisk S-75 luftvärnsrobot
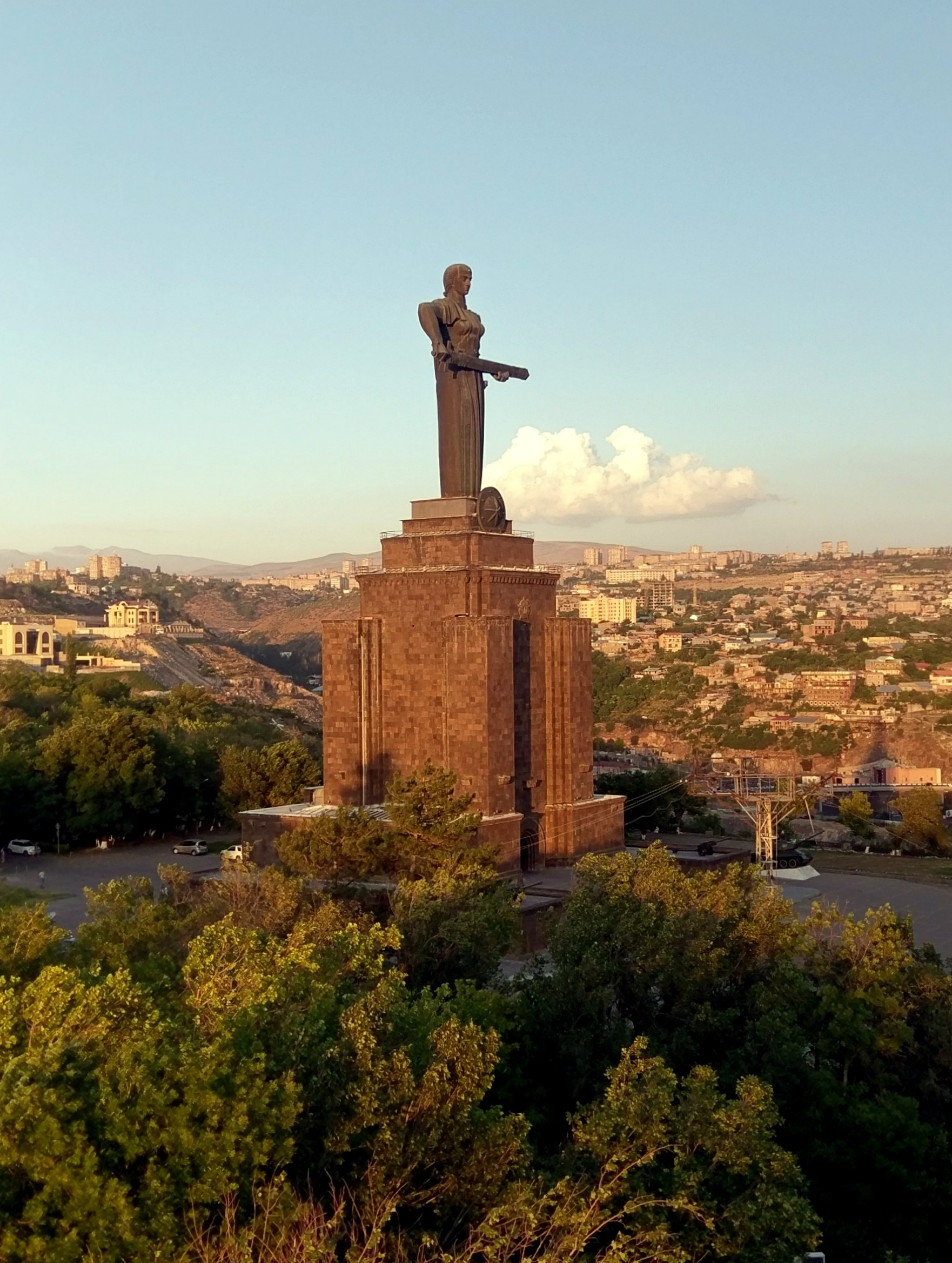
Skulpturen Moder Armenien